# Orobica Calcio Bergamo
A.S.D. Orobica Calcio Bergamo – włoski klub piłki nożnej kobiet, mający siedzibę w mieście Bergamo, na północy kraju.

## Historia
Chronologia nazw:
- 2004: Calcio Femminile Ragazze Urgnano
- 2010: A.S.D. Orobica C.F. Urgnano Play TV
- 2011: A.S.D. Anima e Corpo Orobica C.F.
- 2016: A.S.D. Orobica Calcio Bergamo

Klub piłkarski Calcio Femminile Ragazze Urgnano został założony w miejscowości Urgnano w 2004 roku. Na początku występował w zawodach piłki nożnej kobiet 7-osobowej. W 2005 dołączył do FIGC i w sezonie 2005/06 startował w Serie D Lombardia. Po czterech kolejnych sezonach w Serie D, zespół wygrał swoją grupę w sezonie 2008/09 i awansował do Serie C Toscana. W pierwszym sezonie w Serie C zajął drugie miejsce w swojej grupie, a następnie został dopuszczony do gry w Serie B, trzecią ligę krajową. Na początku sezonu 2010/11 klub zmienił nazwę na A.S.D. Orobica C.F. Urgnano Play TV, a po zakończeniu sezonu, w którym zajął 4.miejsce w grupie A, awansował do Serie A2. W 2011 został przemianowany na A.S.D. Anima e Corpo Orobica C.F. W 2012 zakończył rozgrywki w grupie A na 7.pozycji, a w 2013 na czwartej. W sezonie 2013/14 zwyciężył w grupie A Serie B (Liga A2 została przemianowana na Serie B), zdobywając historyczny awans do Serie A. Debiut na najwyższym poziomie był nieudanym - końcowe 14.miejsce w sezonie 2014/15 spowodowało spadek z powrotem do Serie B. W sezonie 2015/16 był czwartym w grupie B Serie B. Przed rozpoczęciem sezonu 2016/17 klub przeprowadził się z Azzano San Paolo do Bergamo i zmienił swoją nazwę na A.S.D. Orobica Calcio Bergamo. Następny sezon 2017/18 zakończył na pierwszym miejscu w grupie B i wrócił do Serie A.  

## Sukcesy

### Trofea międzynarodowe
Nie uczestniczył w rozgrywkach europejskich (stan na 31-05-2018).

### Trofea krajowe
| \| \| Zdobyte trofea w rozgrywkach Włoch (stan na: 31-05-2018) \| |                                                          |      |                                      |
| Rozgrywki                                                         | Osiągnięcie                                              | Razy | Sezon(y)                             |
| Mistrzostwo                                                       | I miejsce                                                | 0    |                                      |
| Mistrzostwo                                                       | II miejsce                                               | 0    |                                      |
| Mistrzostwo                                                       | III miejsce                                              | 0    |                                      |
| Mistrzostwo                                                       | 14.miejsce                                               | 1    | 2014/15                              |
| Puchar                                                            | zdobywca                                                 | 0    |                                      |
| Puchar                                                            | finalista                                                | 0    |                                      |
| Puchar                                                            | 1/8 finału                                               |      | 2015/16                              |
| II liga                                                           | I miejsce                                                | 1    | 2013/14 (grupa A), 2017/18 (grupa B) |
| II liga                                                           | II miejsce                                               | 0    |                                      |
| II liga                                                           | III miejsce                                              | 0    |                                      |
| Włochy                                                            | Zdobyte trofea w rozgrywkach Włoch (stan na: 31-05-2018) |      |                                      |

- Serie C Lombardia (III poziom):
  - wicemistrz: 2009/10

- Serie D Lombardia (IV poziom):
  - mistrz: 2008/09

- Coppa Lombardia femminile:
  - zdobywca: 2008/09

## Stadion
Klub rozgrywa swoje mecze domowe na stadionie Miejskim w Stezzano w pobliżu Bergamo, który może pomieścić 2800 widzów.